# Distrito de Nalbari
Nalbari (en asamés; नलबाड़ी जिला) es un distrito de India en el estado de Assam. Código ISO: IN.AS.NL.
Comprende una superficie de 2 257 km².
El centro administrativo es la ciudad de Nalbari.

## Demografía
Según censo 2011 contaba con una población total de 769 919 habitantes, de los cuales 374 115 eran mujeres y 395 804 varones.